# 索廖諾耶湖 (謝連金斯基區)
51°21′54″N 106°33′44″E / 51.36500°N 106.56222°E

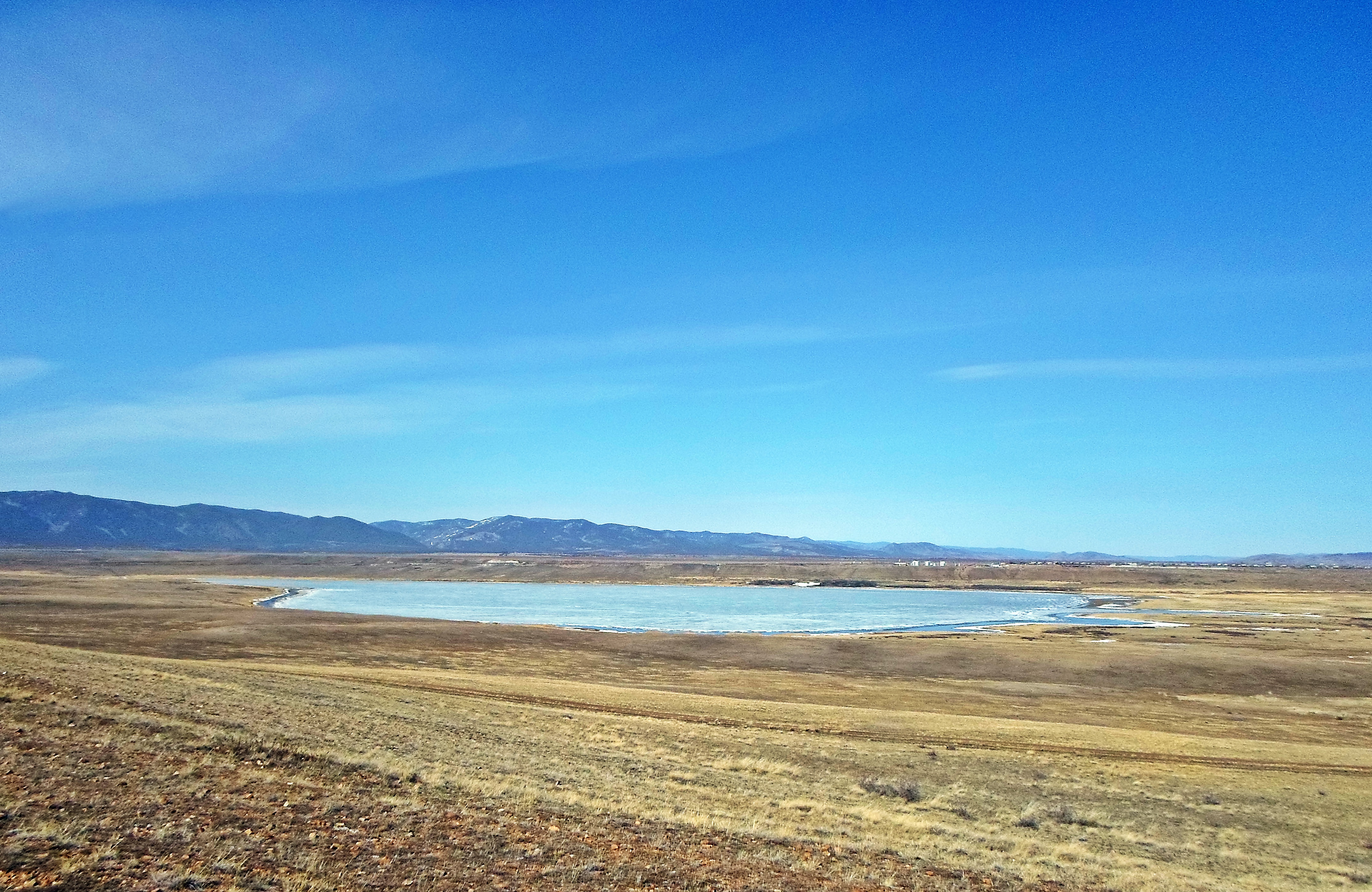

索廖諾耶湖（俄语：Солёное），是俄羅斯的湖泊，位於該國南部，由布里亞特共和國負責管轄，長2.6公里、寬1.3公里，面積0.76平方公里，集水區面積22.4平方公里，湖岸線長度7公里，最大水深2米。